# Ribeirão dos Toledos
Ribeirão dos Toledos är ett vattendrag i Brasilien.   Det ligger i delstaten São Paulo, i den sydöstra delen av landet, 800 km söder om huvudstaden Brasília.
Omgivningarna runt Ribeirão dos Toledos är en mosaik av jordbruksmark och naturlig växtlighet. Runt Ribeirão dos Toledos är det tätbefolkat, med 659 invånare per kvadratkilometer.